# H. Weichelt Automobil- und Motorenfabrik
Die H. Weichelt Automobil- und Motorenfabrik war ein deutscher Hersteller von Automobilen.

## Unternehmensgeschichte
Das Unternehmen aus Leipzig begann 1908 mit der Produktion von Automobilen. Der Markenname lautete Weichelt. Im gleichen Jahr endete die Produktion.

## Fahrzeuge
Im Angebot standen zwei verschiedene Modelle. Im 10 PS sorgte ein Zweizylindermotor für den Antrieb. Den 16 PS trieb ein Vierzylindermotor an. Beide Modelle waren wahlweise mit Luft- oder Wasserkühlung lieferbar.